# 直方機関区
直方機関区（のおがたきかんく）は、かつて福岡県直方市にあった日本貨物鉄道の機関区である。
筑豊本線を始めとする筑豊炭田地域各線で運用される機関車が配属されていた。

## 沿革
- 1891年（明治24年） - 筑豊興業鉄道（のち筑豊鉄道、九州鉄道）の直方駅～若松駅間開業時に同社直方機関庫として開設される。
- 1907年（明治39年）7月1日 - 鉄道国有化に伴い官設鉄道の直方機関庫となる。
- 1986年（昭和61年）3月 - 車両配置がなくなり乗務員区となる。
- 1987年（昭和62年）4月1日 - 国鉄分割民営化に伴い、日本貨物鉄道（JR貨物）九州支社直方機関区となる。
- 1995年（平成7年）4月20日 - 門司機関区に統合され廃止。

## 主な所属車両
蒸気機関車

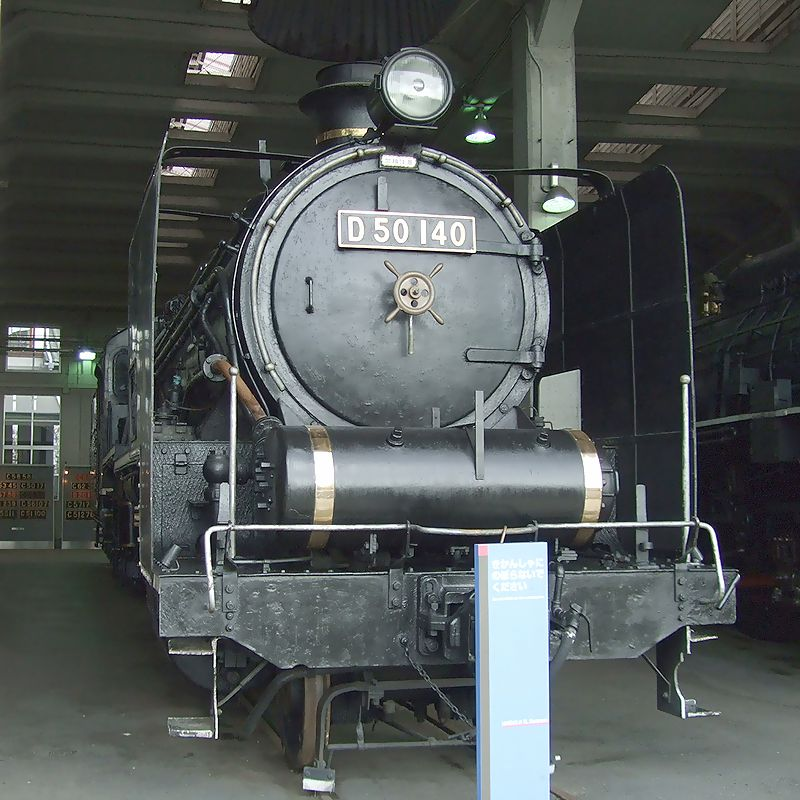
3100形 -（在籍1931年-1941年）
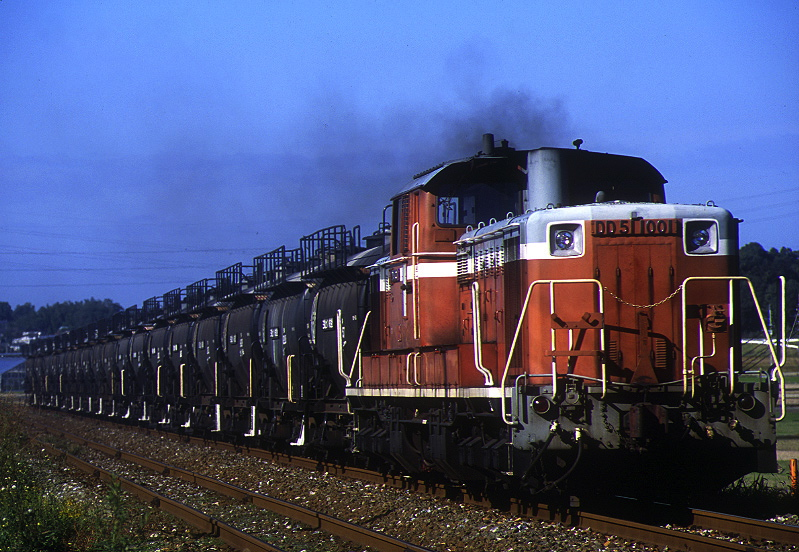
5700形 -（在籍1931年）
- 8620形 -（在籍1931年-1943年、1953年-1955年）
- 8900形 -（在籍1931年-1933年）
- 9600形 -（在籍1931年-1965年）
- C50形 -（在籍1933年-1935年）
- 8550形 -（在籍1935年）
- C11形 -（在籍1937年-1947年、1951年-1965年）
- C12形 -（在籍1937年）
- 6760形 -（在籍1939-1951年）
- C58形 -（在籍1939年-1941年）
- D50形 -（在籍1943年-1965年）
- 1325形 -（在籍1947年-1949年）
- 230形 -（在籍1951年）
- D60形 -（在籍1953年、1957年-1965年）
- B20形 -（在籍1955年-1957年）
- D51形 -（在籍1963年-1965年）

- 「国鉄動力車配置表』1931年より1965年までの1945年を除く隔年分から『世界の鉄道』1967年、朝日新聞社

ディーゼル機関車
- DD13形
- DD51形
- DE10形

内燃動車
- 蒸気動車 -（在籍1931-1949年）
- キハ02形
- キハ04形
- キハ07形

- D50 140
（最終配置）
- DD51 1001
（新製配置）

### 所属車両の車体に記されていた略号
- 「直」 - 「直方」を意味する「直」から。

## その他
- 機関区所属乗務員の殉職者を追悼する碑が旧機関区近くの西徳寺境内にある。